# Port Kirwan
Port Kirwan es un pueblo canadiense situado en la provincia de Terranova y Labrador.

## Superficie
Port Kirwan tiene una superficie de 8,84 km².

## Demografía
En 2021, tenía 49 habitantes, una densidad poblacional de 5,5 hab./km², y 53 viviendas.